# Augustów
Augustów là một thị trấn thuộc huyện Augustowski, tỉnh Podlaskie ở Đông Bắc Ba Lan. Thị trấn có diện tích 81 km². Đến ngày 1 tháng 1 năm 2011, dân số của thị trấn là 30351 người và mật độ 375 người/km².